# 卑路斯三世
卑路斯（直译：「勝利者」；636年—679年）是波斯帝國薩珊王朝的最後一位君主伊嗣俟三世的兒子。現時歷史上有關他的紀錄，大多數都是由他的兒子泥涅师所寫。
637年，阿拉伯军在卡迪西亚战役打败波斯萨珊王朝军队，攻占其首都泰西封。640年，阿拉伯军队占领波斯胡泽斯坦和伊斯法罕等地。642年，阿拉伯军队将领努尔曼率军在波斯哈马丹以南的尼哈万德打败波斯萨珊王朝军队，继而征服波斯全境。信仰拜火教的波斯就此灭亡，此后波斯彻底伊斯兰化。波斯末代王子卑路斯的父亲伊嗣俟三世于638年、639年、647年、648年分别向当时统治中国的唐朝要求提供军事协助，但都被唐太宗拒绝。651年，伊嗣俟三世被杀害于中亚阿姆河附近的木鹿城的一座磨房内，薩珊王朝滅亡，卑路斯逃到阿富汗。654年，卑路斯遣使向唐朝求援，被唐高宗拒绝。661年，卑路斯又再次遣使向唐朝求援，唐高宗派特使王名远入西域中亚，在疾陵城（今伊朗扎博勒）设立波斯都督府，封卑路斯为都督。662年，唐朝封卑路斯为波斯王。663年，在阿富汗的波斯残余势力最终被阿拉伯帝国消灭。波斯王子卑路斯最终于670年到674年逃亡到唐朝首都長安，並被封為右武衛將軍。

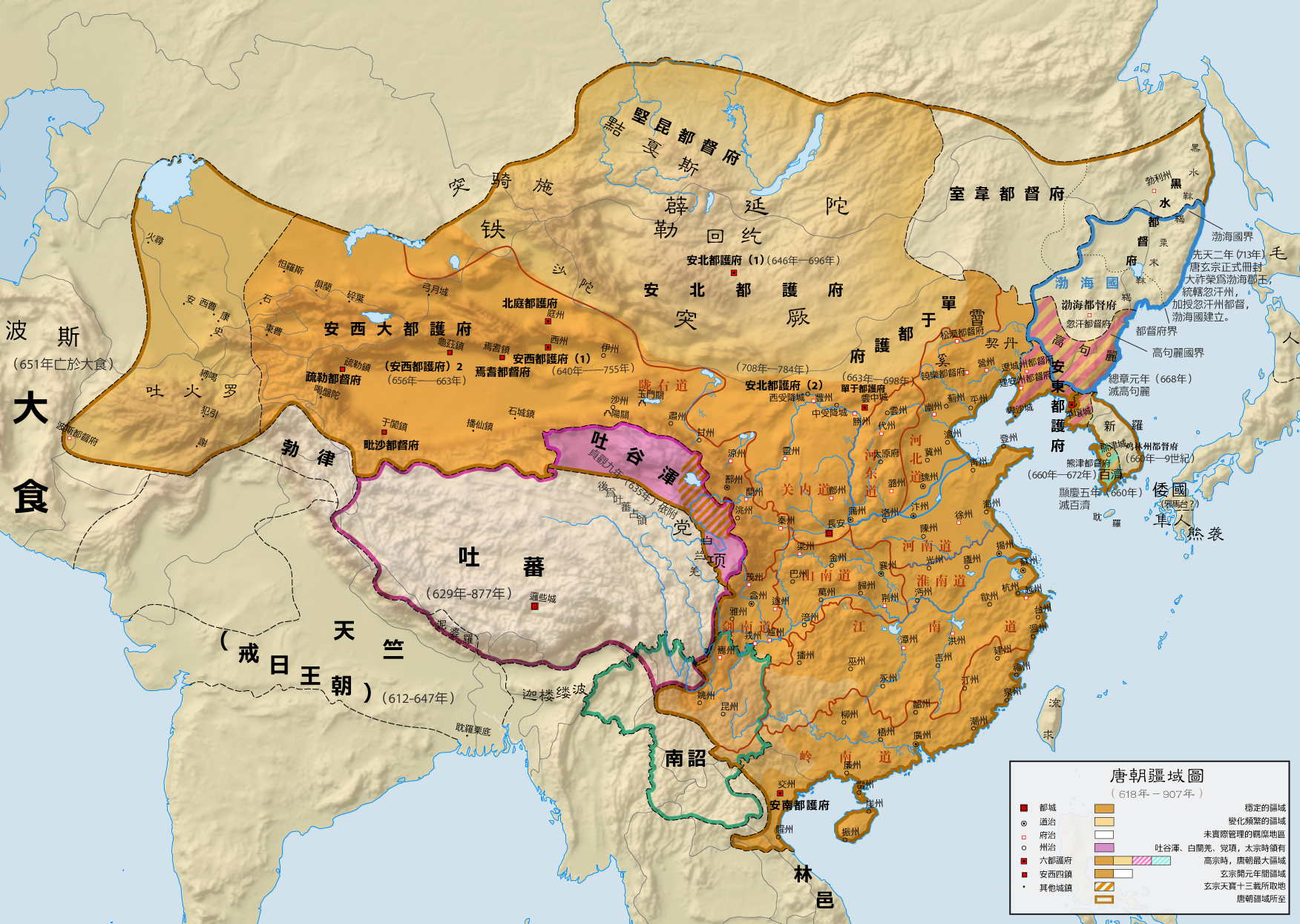
唐朝疆域圖中最左方的波斯都督府

678年，吏部侍郎裴行儉奉命送卑路斯返回波斯。不過裴行儉並沒有送他到波斯，因為其實際目的是平定西突厥可汗阿史那都支的叛亂，故在取勝後，因為路遠，於碎葉（今日吉爾吉斯的托克马克）折返長安。結果卑路斯和千多名隨從在吐火羅逗留了超過20年。
《舊唐書》波斯列傳對於卑路斯和其子泥涅師記載存在混亂之處，聲稱裴行儉所護送者是卑路斯，但在裴行儉列傳中又記載波斯王此時已死，所護送歸國者為泥涅師。《新唐書》則記載卑路斯在第一次抵達洛陽後即去世，裴行儉所護送者及日後返回長安者為泥涅師。
據阿拉伯文獻記載，卑路斯或泥涅師的兒子及卑路斯兄弟的兒子霍斯勞在吐火羅斯坦和河中地區繼續抗擊阿拉伯勢力。